# Charles B. Mintz
Charles Bear Mintz (Pensilvânia, 5 de novembro de 1889 — Beverly Hills, Califórnia, 30 de dezembro de 1939) foi um produtor cinematográfico e distribuidor estado-unidense, que deteve o controle sobre o Winkler Pictures de Margaret J. Winkler depois de seu casamento com ela em 1924.

## Carreira
Mintz é lembrado por adquiri os animadores e os direitos autorais de forma não ética e os direitos autorais da personagem Coelho Osvaldo de Walt Disney em fevereiro de 1928 e iniciar o Winkler Studio com o irmão de Margaret Winkler, George, para produzir os filmes com o personagem.
Depois de perder o contrato de Oswald para Walter Lantz (criador do Pica-Pau), Mintz concentrou-se na produção de um outro produto distribuído pelo estúdio Winkler, o estúdio Krazy Kat, que tornou-se o primeiro estúdio de Mintz, mais tarde da Screen Gems e depois da Columbia Pictures.
Ele foi nomeado para dois Oscar de melhor curta de animação na década de 1930.
Alguns meses antes da sua morte, a Columbia Pictures assumiu o controle da Screen Gems.